# Aboe l-ʿAlaa al-Maʿarri

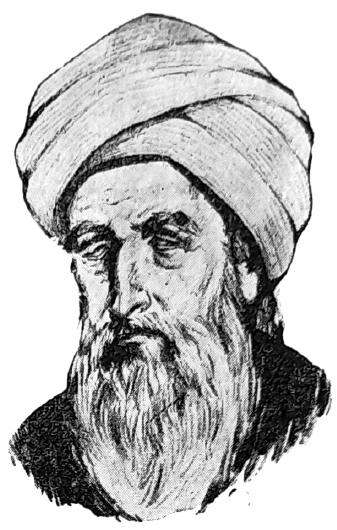
Fantasieportret

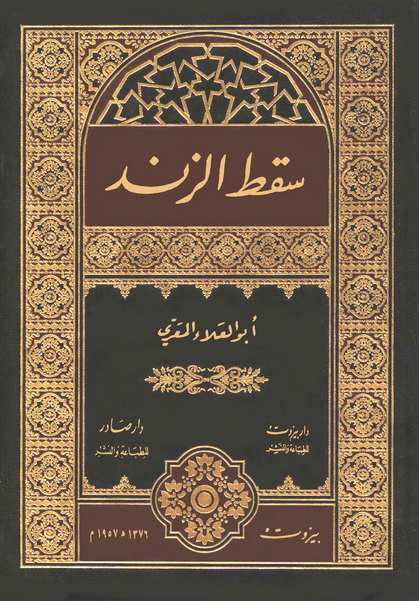
Uitgave van Saqt al-Zand (1957)

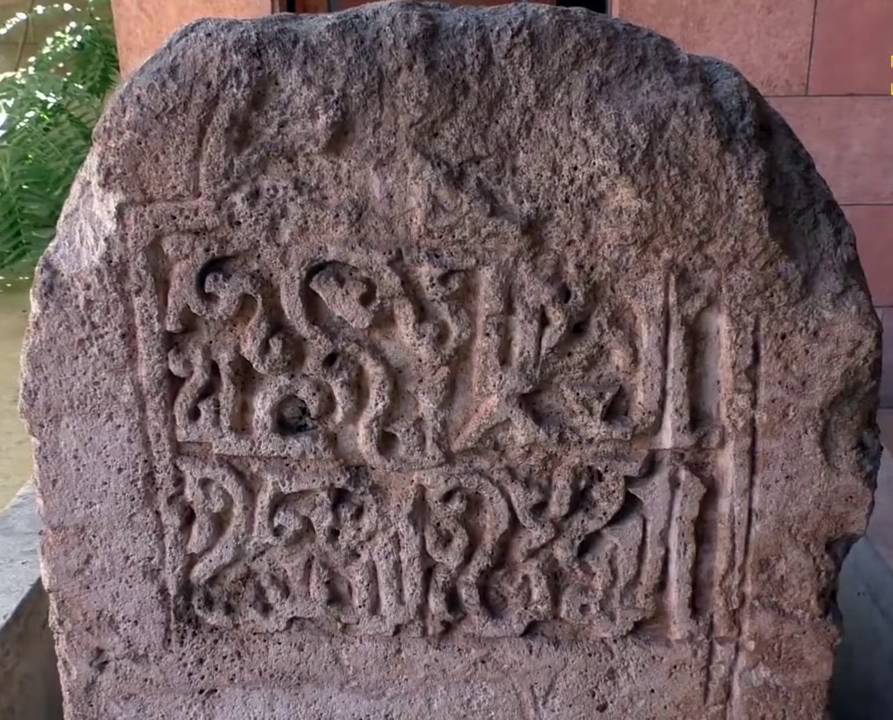
Al-Maʿarrī's grafteken in Ma'arra. Het draagt een levensvijandig vers, door Jaap van den Born vertaald als: Dit misdrijf heeft mijn vader ooit begaan / Zelf heb ik dit nooit iemand aangedaan. Al Ma'arri had immers geen kinderen.

Aboe l-ʿAlaa al-Maʿarri (Ma'arra, 26 december 973 - aldaar, 1057) was een Arabische dichter, schrijver, filosoof en vrijdenker. Zijn volledige naam was Aboe l-ʿAlaa Aḥmad ibn ʿAbd Allāh ibn Soeleimān al-Tannoehī al-Maʿarri (Arabisch:  أبو العلاء أحمد بن عبد الله بن سليمان التنوخي المعري).

## Leven
De jonge Ahmad werd geboren in het Syrische stadje Ma'arra nabij Aleppo. Zoals zijn naam aangeeft, behoorde hij tot de Arabische stam van de Tannoeh. Tijdens zijn jeugd werd hij praktisch blind als gevolg van een infectie met kinderpokken die zijn ogen aantastte. Al-Ma'arri studeerde in Aleppo, Antiochië en Tripoli, waarna hij begon te schrijven, ondersteund door een klein particulier inkomen.
Hij beschikte over een fenomenaal auditief geheugen. Een biograaf verhaalt hoe hij een conversatie hoorde in het Azerbeidzjaans en deze woord voor woord kon herhalen, zonder dat hij enige notie had van de taal.
Zijn eerste dichtbundel die gepubliceerd werd, De vonk van de tondel, leverde hem bekendheid op en verschafte hem toegang tot verschillende literaire salons. Na een verblijf van ongeveer twee jaar in Bagdad keerde Al-Ma'arri in 1010 naar Syrië terug, deels omdat de gezondheid van zijn moeder slecht was maar ook omdat zijn inkomsten geleidelijk terugliepen. Hij woonde er in zijn bouwvallige woning onder vrij armoedige omstandigheden. Hij hield zich aan een sober dieet van vijgen en linzen. 
Door zijn werk geïnteresseerd geraakt kwamen er vele studenten naar hem toe en kon hij zijn kennis gaan overdragen. Zijn huis werd een centrum voor filosofie en humanisme en hij kan een voorloper genoemd worden van De Verlichting van zevenhonderd jaar later. Ook onderhield hij met collega's een actieve briefwisseling. In die periode kwam ook zijn tweede verzameling dichtkunst en essays uit, Uit vrije dwang, een titel die slaat op de extra strenge regels voor rijm en metrum die hij zichzelf oplegde.

## Maatschappelijke visie
Er zijn diverse gedichten van Al-Ma'arri waarin hij uiteenzet hoe wreed en onlogisch de wereld in elkaar steekt. Zijn bekendste woorden waren: Wie rijk is, maar zijn behoefte naar geld nooit stilt, is de armste mens ter wereld. Ook was hij kritisch over sommige sjeiks in Mesopotamië. Over een van hen schreef hij: Hij is getrouwd en na zijn eerste vrouw, nam hij er nog drie bij. Hij zegt dat een kwart van zijn persoon voor elke vrouw voldoende moet zijn. Als de vrouw zich hierin schikt dan beloont hij haar met een hongerloontje. Maar als hij haar betrapt met haar minnaar zal hij haar stenigen. Ook uit andere verzen blijkt zijn bezorgdheid over de positie van de vrouw. Nochtans deelden vormden vrouwen geen uitzondering in zijn negatieve mensbeeld: hij beschreef hen als verstoken van verstand, onbehulpzaam en vol zondige geilheid.
Verder had Al-Ma'arri kritiek op vele imams en geestelijk leiders, die hij zag als corrupt en manipulatief. Hij vond dat er maar één echte imam was en dat is de rede. Hij schreef: Aardbewoners heb je in twee soorten. Die met hersens, maar geen religie, en die met religie, maar geen hersens. Dit volgde op een passage waarin zowel het islamitische, christelijke als joodse geloof het moesten ontgelden. Zijn kritiek op godsdienst is onder gelovigen omstreden. Hoewel vaak voor een atheïst gehouden, zaten er bewuste tegenstrijdigheden in zijn werk. Hij cultiveerde twijfel en verwarring. 
Bijzonder is voorts dat Al-Ma'arri rond zijn dertigste stopte met het eten van vlees, vis, eieren en honing. In hedendaagse termen zou hij een veganist worden genoemd. Zijn bekommernis over onrecht tegen dieren was hoogst ongebruikelijk en ging zo ver dat hij in een van zijn brieven het dragen van houten schoenen aanbeval. Ook tegen wijnconsumptie schreef hij vele verzen. 
In de ascetische visie van Al-Ma'arri was voortplanting verkeerd. Hij was niet gehuwd en deed aan seksuele onthouding. Behalve ascetisme waren ook seclusie en isolatie deel van zijn ideaal.

## Werk
Zijn gedichten werden gekenmerkt door virtuositeit en originaliteit en waren vaak vrij pessimistisch van toonzetting. Dit pessimisme vond zijn oorzaak in zijn eigen op het tegenwoordige humanisme gelijkende levensvisie die niet uitging van het geloof in een god maar de mens centraal stelde. Dit werd goed zichtbaar in zijn volgende dichtbundel, de Zendbrief der vergiffenis, waarin de auteur hemel en hel bezoekt. In het paradijs ontmoet hij zijn voorgangers, heidense dichters die vergeving hebben gevonden, en ook dieren die er werden getroost voor hun lijden op aarde. Deze laatste bundel veroorzaakte opschudding bij een aantal moslims. 
Zijn werk dat daarna uitkwam, Hoofdstukken en eindpunten, was een oproep tot ascetisme en onderwerping aan het lot. De ongebruikelijke vorm (een reeks preken in dubbelrijmend proza) werd door zeloten opgevat als een parodie op de Koran of een poging om hem te overtreffen.

## Oude bronnen
De oudste vermelding van Al-Ma'arri is in een bijvoegsel van de Kitāb Yatīmat ud-Dahr van Al-Tha'ālibī. Ibn al-'Adim somt een lijst van werken op in zijn Al-Insäf wa-l-taharri. Het schrijverswoordenboek van Yaqut al-Hamawi (1226) bevat een opsomming van Al-Ma'arri's werk. Ibn Khallikan heeft een lemma over Al-Ma'arri in zijn biografisch woordenboek (1256-1272).

## Receptie
Hugo Claus voerde de Arabische dichter op in zijn surrealistische toneelstuk Jessica! (1977).
Begin 2013 werd zijn borstbeeld in de Syrische stad Ma'arrat al-Numan door islamitische opstandelingen onthoofd en van zijn sokkel getrokken.

## Publicaties (selectie)
Veel van Al Ma'arri's werk is teloorgegaan, waaronder het grootste deel van zijn 9.000 lijnen lange collectie raadsels (Gāmi' al-awzān wa-l-qawāfi). Onder de overgeleverde manuscripten:
- Saqt al-Zand (De vonk van de tondel)
- Mu'jiz Ahmad: een commentaar op de poëzie van Al-Mutannabi
- Luzūm mā lam yalzam (Uit vrije dwang)
- Zajr al-Nabih (De blaffende hond wegjagen)
- Risālat al-ṣāhil wa-al-shāḥij (Epistel van het balken en het hinniken): een politieke commentaar uit ca. 1021, lang verloren gewaand maar in 1975 herontdekt door de Egyptische professor en schrijfster Aisha Abd al-Rahman
- Risālat al-ghufrān (Epistel over de vergiffenis, ca. 1033)
- Al-Fuṣūl wa al-ghāyāt (Hoofdstukken en eindpunten): herontdekt in 1918[11]
- Risalat al-Mala'ika: een verhandeling over morfologie
- Mulqā l-Sabil (De wijzer van de weg)

Ook een deel van zijn correspondentie en poëziecommentaren zijn overgeleverd.

## Nederlandse vertalingen
- Jacques Hamelink (1977), Zestien gedichten (Utrecht: Salix Alba)
- Pieter Smoor en Peter Verstegen (1983), "Acht gedichten van Aboe 'l-Alaal-Ma'arri", in: De Tweede Ronde, jaargang 4, nr. 1
- Aboe l-Alaa al-Ma'arri (2008), Uit vrije dwang, vertaald door Pieter Smoor, berijmd door Jaap van den Born (Rotterdam: Uitgeverij De Vrije Gedachte), ISBN 978 90 78830 03 0, 146 blz. (ruime selectie)
- Lucas Catherine (2012), En de Mens schiep god (EPO)

## Andere vertalingen
- Abu l-Ala al-Maarri (2013), The Epistle of Forgiveness, 2 delen
- David Samuel Margoliouth (red.) (1898), The Letters of Abu L̕-ʻAlā of Maʻarrat Al-Nuʻmān; Ed. from the Leyden Manuscript, with the Life of the Author (Oxford: Clarendon Press)

## Voetnoten
1. ↑  Uit vrije dwang III, Hetvrijevers.nl, 6 augustus 2010. Gearchiveerd op 4 februari 2024.
2. ↑  Wolfhart P. Heinrichs, "Abd al-Rahim al-'Abbasi" in: Joseph Edmund Lowry en Devin J. Stewart (red.), Essays in Arabic Literary Biography: 1350-1850, Otto Harrassowitz Verlag, Wiesbaden, 2009, p. 16-17
3. ↑  Sona Grigoryan, Neither Belief nor Unbelief. Intentional Ambivalence in al-Maʿarrī's Luzūm, 2022, p. 170
4. ↑  Sona Grigoryan, Neither Belief nor Unbelief. Intentional Ambivalence in al-Maʿarrī's Luzūm, 2022, p. 80
5. ↑  Sona Grigoryan, Neither Belief nor Unbelief. Intentional Ambivalence in al-Maʿarrī's Luzūm, 2022, p. 81
6. ↑  David Samuel Margoliouth, "Abu'l-'Alā al-Ma'arrī's Correspondence on Vegetarianism" in: Journal of the Royal Asiatic Society of Great Britain & Ireland, vol. 34, april 1902, p. 289-332
7. ↑  Abu l-Ala al-Maarri, The Epistle of Forgiveness, vol. I, A Vision of Heaven and Hell, 2013, p. XVIII - Lees op Google Books
8. ↑  al-Ma'arri (Arab poet) -- Britannica Online Encyclopedia. Gearchiveerd op 26 april 2015.
9. ↑  Abu l-Ala al-Maarri (2013), The Epistle of Forgiveness, vol. I: A Vision of Heaven and Hell, blz. XVI - Lees op Google Books. Gearchiveerd op 4 december 2021.
10. ↑  The 11th Century poet who pissed off al-Qaeda, History Answers, 2 februari 2015. Gearchiveerd op 9 november 2020.
11. ↑  P. Smoor (2005), "Abū al-ʿAlāʾ Aḥmad ibn ʿAbd Allāh al-Maʿarrī", in: Josef W. Meri (red.), Medieval Islamic Civilization. An Encyclopedia, blz. 6-8 - Lees op Google Books. Gearchiveerd op 4 december 2021.

- Bibsys: 90589294
- Biblioteca Nacional de España: XX1341329
- Bibliothèque nationale de France: cb12016530d (data)
- CiNii: DA08853277
- Digitale Bibliotheek voor de Nederlandse Letteren: lala024
- Gemeinsame Normdatei: 119306883
- International Standard Name Identifier: 0000 0001 2138 0215
- Library of Congress Control Number: n82078403
- Nationale Bibliotheek van Letland: 000057993
- Nationale Bibliotheek van Tsjechië: jo20191022194
- Nationale bibliotheek van Australië: 36505556
- Nationale Bibliotheek van Israël: 987007257481305171
- Nationale Bibliotheek van Polen: a0000002882919
- Nederlandse Thesaurus van Auteursnamen: 07143092X
- Réseau des bibliothèques de Suisse occidentale: 02-A000002956
- LIBRIS: 31422
- Système universitaire de documentation: 028301773
- TDVİA: ebul-ala-el-maarri
- Trove: 1262725
- Virtual International Authority File: 68941158